# Analalava
 (février 2010).
Si vous disposez d'ouvrages ou d'articles de référence ou si vous connaissez des sites web de qualité traitant du thème abordé ici, merci de compléter l'article en donnant les références utiles à sa vérifiabilité et en les liant à la section « Notes et références ».
Analalava est un petit village au nord-ouest de Madagascar, situé non loin de la « métropole de la vanille » Antalaha.
Le projet d’Analalava protège 120 hectares de forêt tropicale proches de la mer, dont un des buts est de permettre à la population de se nourrir des produits de la région et puissent en faire commerce.[réf. nécessaire]
Les activités principales sont la protection de l’environnement et l’établissement de l’écotourisme. De plus, l’association du Projet d’Analalava a l’intention de fonder une école privée pour les enfants des villages riverains.
Quant à la protection de la flore et faune du domaine, le projet tente d’obtenir le statut de « réserve naturelle privée ».[réf. nécessaire]
Depuis 2008, les Autrichiens devant effectuer leur service civil ont la possibilité de le faire avec Projet d'Analalava.[réf. nécessaire]